# Dijon Football Côte-d'Or (féminines)
Maillots
La section féminine du Dijon Football Côte-d'Or, abrégé en DFCO Féminin, est un club féminin de football français basé à Dijon et fondé en 2006. Il a fusionné avec l'Association Sportive et Culturelle Saint-Apollinaire en 2010.
L'ASC Saint-Apollinaire atteint pour la première fois de son histoire la Division 2 en 2007, après avoir gravi les échelons depuis la Ligue de Bourgogne qu'elles quittent en 2002 grâce à leur montée en Division 3. En 2010, le club devient la section féminine du Dijon Football Côte-d'Or, le principal club masculin de la ville.
L'équipe fanion du club participe au championnat de première division depuis 2018 et est entraînée par Sébastien Joseph.

## Histoire

### L'ASC Saint-Apollinaire
L'équipe féminine de Saint-Apollinaire fut créée en 1978 au sein de la section football de l'ASC, Association Sportive et Culturelle de la ville de Saint-Apollinaire. Elle participe au championnat régional durant plusieurs années avant d'accéder au niveau national 3 lors de saison 2001-2003 et au niveau national 2 en 2007-2008.

### Création du DFCO féminin
C'est en 2006 que fut créé le DFCO féminin. En 2010, l'équipe de Saint-Apollinaire intègre le DFCO Féminin. David Linarès sera le premier entraîneur sénior du club. Pour cette première saison, l'équipe termine 2e en championnat et va jusqu'en 1/2 finale de la Coupe de France (défaite 0-5 contre l'AS Saint-Étienne). Après le passage infructueux de Jean-Pierre Lapret sur le banc, c'est Samuel Riscagli qui devient entraîneur de l'équipe première à partir de la saison 2013-2014, avec la volonté de professionnaliser la section féminine du DFCO.

### Avec Samuel Riscagli
Le début de saison 2013-2014 est très difficile pour le DFCO mais la présidente de la section féminine, Marie Cendrier, apporte tout de même son soutien à son coach Samuel Riscagli et à ses joueuses. Relégables à la trêve, les filles de Samuel Riscagli se reprennent pour assurer leur maintien. En parallèle, la section se structure depuis l'arrivée de Riscagli avec la constitution d'un véritable staff technique : préparateur physique, adjoint et entraîneur des gardiennes. Il met en place les sections sportives au collège ainsi qu'au lycée, afin que les jeunes filles puissent s'entraîner quotidiennement, et organise les ramassages scolaires. Les joueuses s'entraînent dès lors avec des équipements du DFCO, ce qui n'était pas le cas auparavant. Les entraînements passent de 2 fois par semaine à 5 fois. Le club commence à avoir l'ambition de monter pour la première fois en D1. Le DFCO féminin termine l'exercice 2014-2015 à la 5e place.
À l'été 2015, il s'appuie sur l'apprentissage pour professionnaliser encore un peu plus la structure féminine. En effet, les joueuses sont désormais sous contrat et préparent en parallèle leur avenir professionnel ; c'est le début du projet à double excellence. Le DFCO Féminin évolue encore et se dote de locaux destinés aux filles. Un staff médical voit enfin le jour. Le club réalise un mercato ambitieux en enrôlant plusieurs joueuses expérimentées et se fixe l'objectif de terminer sur le podium. Les équipes de jeunes continuent de se développer avec la création de l'équipe nationale U19 en parallèle,. L'objectif du podium est atteint, avec une 2e place finale, au terme d'une saison qui aura également été marquée par le beau parcours en Coupe de France. Après un match héroïque gagné 4-3 contre Grenoble-Claix, celui-ci s'achève sur une défaite en quarts de finale 6-0 chez l'Olympique lyonnais. Un match au cours duquel les Rouges auront fait bonne figure en ne concédant qu'un but jusqu'à l'heure de jeu.

### La saison de Sandrine Mathivet
Le DFCO féminin connait du changement à l'été 2016. Alors que Sébastien Larcier remplace Marie Cendrier à la présidence du DFCO féminin, Sandrine Mathivet, ex-entraîneuse de Juvisy, est nommée entraîneuse de l'équipe première, à la place de Samuel Riscagli qui se consacre à la formation des éducateurs et des entraîneurs en Bourgogne-Franche-Comté. Le président du DFCO, Olivier Delcourt, fixe l'objectif d'une montée en D1 sur deux ans. Le DFCO échoue à un point de la montée, et Sandrine Mathivet quitte le club à la fin de la saison.

### La montée en D1 avec Yannick Chandioux et le maintien
Le DFCO officialise l'arrivée de Yannick Chandioux en tant qu'entraîneur le 1er juin 2017. Le club recrute plusieurs joueuses qui ont déjà connu la D1, telles que Coline Gouineau, Pauline Cousin ou encore Émmeline Mainguy. L'équipe dijonnaise se positionne à la 1re place du groupe B de D2 à la moitié de saison, après sa victoire 1-0 sur le Grenoble Foot 38 à la 11e journée. Le DFCO ne quitte plus cette place, et valide sa montée historique en Division 1 le 29 avril 2018 en battant Croix de Savoie Ambilly (4-0).
Lors de la saison 2018-2019, elles assurent leur maintien en D1 en terminant à la 8e place. Alors que la saison 2019-2020, interrompue par la pandémie de Covid-19, voit les Dijonaises terminer à la 9e place du classement avec seulement 10 buts marqués, l'effectif se renouvelle largement durant la longue intersaison 2020. Des cadres historiques du club comme Laura Bouillot, meilleure buteuse du club, Alexia Trevisan ou Tatiana Solanet le quittent, tandis que des talents offensifs arrivent comme Desire Oparanozie ou Sh'nia Gordon. Finalement, sept recrues sont officialisées pour permettre à Dijon de passer un cap.

## Résultats sportifs

### Palmarès
Le tableau suivant liste le palmarès du club actualisé à l'issue de la saison 2014-2015 dans les différentes compétitions officielles au niveau national et régional.
| Équipe première | Équipes réserves                                                                            | Équipes de jeunes                                                                                        |
| Vierge          | - Coupe de Bourgogne - Vainqueur : 2011, 2012 - Coupe de Côte-d'Or - Vainqueur : 2011, 2015 | - Coupe de Bourgogne - Vainqueur : 2015 - Finaliste : 2014 - Coupe de Côte-d'Or - Vainqueur : 2011, 2012 |

### Bilan saison par saison
Le tableau suivant retrace le parcours du club depuis 2010.
| Saison    | Division   | Entraîneur         | Equipmentier | Clas. | Pts | M.J. | Vic. | Nuls | Déf. | B.P. | B.C. | D.B. | Coupe de France     |
| --------- | ---------- | ------------------ | ------------ | ----- | --- | ---- | ---- | ---- | ---- | ---- | ---- | ---- | ------------------- |
| 2010-2011 | Division 2 | David Linarès      | Nike         | 2e    | 63  | 22   | 13   | 5    | 4    | 40   | 21   | +19  | Demi-finale         |
| 2011-2012 | Division 2 | David Linarès      | Nike         | 5e    | 49  | 22   | 8    | 3    | 11   | 34   | 33   | +1   | 32e de finale       |
| 2012-2013 | Division 2 | Jean-Pierre Lapret | Nike         | 5e    | 49  | 20   | 8    | 5    | 7    | 38   | 32   | +6   | 16e de finale       |
| 2013-2014 | Division 2 | Samuel Riscagli    | Kappa        | 8e    | 48  | 22   | 7    | 5    | 10   | 33   | 46   | -13  | 1er tour            |
| 2014-2015 | Division 2 | Samuel Riscagli    | Kappa        | 5e    | 53  | 22   | 9    | 4    | 9    | 43   | 38   | +5   | 32e de finale       |
| 2015-2016 | Division 2 | Samuel Riscagli    | Kappa        | 2e    | 71  | 22   | 16   | 1    | 5    | 57   | 16   | +41  | Quart de finale     |
| 2016-2017 | Division 2 | Sandrine Mathivet  | Lotto        | 2e    | 50  | 22   | 15   | 5    | 2    | 51   | 23   | +28  | 1er tour            |
| 2017-2018 | Division 2 | Yannick Chandioux  | Lotto        | 1er   | 56  | 22   | 18   | 2    | 2    | 62   | 15   | +47  | 32e de finale       |
| 2018-2019 | Division 1 | Yannick Chandioux  | Lotto        | 8e    | 24  | 22   | 7    | 3    | 12   | 29   | 44   | -15  | Quart de finale     |
| 2019-2020 | Division 1 | Yannick Chandioux  | Lotto        | 9e    | 14  | 16   | 3    | 5    | 8    | 10   | 32   | -22  | Quart de finale     |
| 2020-2021 | Division 1 | Yannick Chandioux  | Lotto        | 8e    | 26  | 22   | 8    | 2    | 12   | 24   | 37   | -13  | Compétition arrêtée |
| 2021-2022 | Division 1 | Christophe Forest  | Lotto        | 10e   | 15  | 22   | 3    | 6    | 13   | 13   | 45   | -32  | 16e de finale       |
| 2022-2023 | Division 1 | Sébastien Joseph   | Lotto        | 10e   | 15  | 22   | 4    | 3    | 15   | 12   | 53   | -41  | 8e de finale        |
| 2023-2024 | Division 1 | Sébastien Joseph   | Nike         | 8e    | 23  | 22   | 6    | 5    | 11   | 26   | 47   | -21  | 8e de finale        |
| 2024-2025 | Division 1 | Sébastien Joseph   | Nike         | 4e    | 43  | 22   | 13   | 4    | 5    | 40   | 24   | +16  | Quart de finale     |

## Personnalités du club

### Joueuses emblématiques

#### Le plus de matchs
Mise à jour : 18 juin 2021, source : footofeminin.fr
À noter que les statistiques sont incomplètes pour la Coupe de France.
| Rang | Joueuses             | Période     | D1 | D2  | CdF | Total |
| 1re  | Ophélie Cuynet       | depuis 2010 | 53 | 125 | 9+  | 187   |
| 2e   | Pauline Desbourdieux | 2010-2018   | 0  | 138 | 11+ | 149   |
| 3e   | Laura Bouillot       | 2013-2020   | 34 | 92  | 15+ | 141   |
| 4e   | Anaïs Brahier        | 2010-2015   | 0  | 99  | 10+ | 109   |
| 5e   | Lindsey Derré        | 2011-2017   | 0  | 91  | 7+  | 98    |

#### Meilleures buteuses
| Rang | Joueuses             | Période     | D1 | D2 | CdF | Total |
| 1er  | Laura Bouillot       | 2013-2020   | 3  | 74 | 10  | 87    |
| 2e   | Ophélie Cuynet       | depuis 2010 | 5  | 21 | 3+  | 29    |
| 3e   | Justine Pacaud       | 2012-2018   | 0  | 24 | 2+  | 26    |
| 4e   | Lindsey Derré        | 2011-2017   | 0  | 19 | 1+  | 20    |
| 5e   | Pauline Desbourdieux | 2010-2018   | 0  | 19 | 0+  | 19    |

### Entraîneurs
| Rang | Nom                 | Période     |
| ---- | ------------------- | ----------- |
| 1    | David Linarès       | 2010 - 2012 |
| 2    | Jean-Pierre Lapret  | 2012 - 2013 |
| 3    | Samuel Riscagli     | 2013 - 2016 |
| 4    | Sandrine Mathivet   | 2016 - 2017 |
| 5    | Yannick Chandioux   | 2017 - 2021 |
| 6    | Christophe Forest   | 2021 - 2022 |
| 7    | Sébastien Joseph    | 2022 - 2025 |
| 8    | Pierre‑Alain Picard | 2025-       |

## Organisation

### Centre d'entraînement
Depuis sa création, le DFCO Féminin a pris place au stade des Poussots, situé rue Ernest-Champeaux à Dijon, qui accueille l'ensemble des équipes du DFCO et son centre d'entraînement.
Le Pôle Féminin du DFCO déménagera en septembre 2021 au Centre de Performance, nouveau centre d'entraînement du club situé sur l'Écoparc Dijon Bourgogne à Saint-Apollinaire. Un bâtiment de plus de 4 000 m², trois terrains synthétiques et un en herbe, seront dédiés aux féminines et à la formation dijonnaise.

### Stades
Les Dijonaises disputent la plupart de leurs matchs à domicile au stade des Poussots. Lors de rencontres exceptionnelles, le stade Gaston-Gérard leur est mis à disposition. Les joueuses du DFCO jouent pour la première fois dans ce stade le 28 mai 2015 face à une entente DUC/Is-sur-Tille (victoire 8-1), Amiens ayant déclaré forfait pour le dernier match de la saison. Le premier match officiel à Gaston-Gérard a finalement lieu le 24 avril 2019 face à l'Olympique lyonnais. Devant 4 164 spectateurs, Dijon s'incline 4 buts à 0.
En septembre 2020, le conseil municipal de Dijon vote la construction d'un stade dimensionné pour accueillir les matchs de D1 de l'équipe féminine du DFCO. L'équipement sera réalisé d'ici février 2022 sur le terrain annexe du parc municipal des Sports, à proximité du stade Gaston-Gérard, pour un budget de 4,7 millions d'euros. Avec une tribune de 1 000 personnes, le stade possédera vestiaires et club house notamment. En cas de fréquentation importante, les féminines garderont la possibilité d'accéder au grand stade de 16 000 places.